# Philippe Canaye
Philippe de La Canaye, sieur de Fresnes (1551–27 de fevereiro de 1610)   foi um jurista e diplomata francês.

## Vida
Nasceu em Paris, filho de um advogado do Parlamento; ele foi criado liberalmente e teve permissão para escolher suas crenças, que se tornaram calvinistas. Ele viajou aos 15 anos pela Alemanha e Itália e para Istambul. Ele então se dedicou à advocacia e tornou-se proeminente na Ordem dos Advogados do Parlamento.
Sob Henrique III da França, ele adquiriu o cargo de conselheiro. Henrique IV o enviou como embaixador na Inglaterra (1586), na Suíça (1588) e na Alemanha.
Ele foi presidente da câmara em Castres em 1595; e em 1600 Henrique IV nomeou-o árbitro nas conferências de Fontainebleau entre o cardeal Jacques Du Perron para os católicos e Philippe Duplessis-Mornay para os protestantes. Ele se converteu ao catolicismo em 1601.
A partir de 1602 foi embaixador em Veneza; na época do Interdito Veneziano ele resolveu habilmente as divergências da República com o Papa Paulo V, que demonstrou gratidão. Ele morreu em Paris.

## Obras
Ele deixou um relato de suas embaixadas, memórias (1635) e uma obra sobre o Organon de Aristóteles (1589).
- Extrait des Lettres et ambassade, t. 3, livre 5, Paris, Étienne Richer, 1636
- Lettres et ambassade de messire Philippe Canaye, seigneur de Fresne,... avec un sommaire de sa vie, et un récit particulier du procès criminel fait au maréchal de Biron, Paris, E. Richer, 1635-1636
- L’Organe, c’est-à-dire l'instrument du discours, divisé en deux parties, sçavoir est, l’analytique, pour discourir véritablement, et la dialectique, pour discourir probablement. Le tout puisé de l'″Organe″ d'Aristote, Genève, Jean de Tournes, 1589
- Remonstrances et discours faicts et prononcez en la Cour et Chambre de l'édict establie à Castres d'Albigeois, pour le ressort de la Cour de Parlement de Tholose, par messire Philippe Canaye, seigneur de Fresnes,... et président en laditte Cour, Paris, J. Périer, 1598
- Le Voyage du Levant : de Venise à Constantinople, l’émerveillement d’un jeune humaniste (1573), translation with notes by Henri Hauser, Ferrières, Éd. de Poliphile, 1986 ISBN 2-86888-009-6